# Daniel Halfar
Daniel Halfar est un footballeur allemand né le 7 janvier 1988 à Mannheim.

## Palmarès
Vierge